# Полынь укрополистная
Полынь укрополистная (лат. Artemisia anethifolia) — вид однолетних и двулетних растений семейства Астровые или Сложноцветные (Asteraceae).

## Ботаническое описание
Растение высотой от 20 до 45 см, с голыми, ребристыми стеблями, одиночными или в числе нескольких, буро-фиолетового цвета, сильно ветвящиеся почти от самого корневища. 
Листья у основания опушённые, от чего выглядят беловатыми, далее голые, рано опадают. Прикорневые листья черешковые, длиной от 3 до 4,5 см, дважды или трижды перисто-рассеченные с дольками на кончиках линейно-нитевидной формы. 
Корзинки поникающие, колокольчатые, шириной 2—4 мм, формируют рыхлое метельчатое соцветие. Обертка образована волосистыми или голыми листочками. Цветоложе изредка голое, обычно волосистое. На краях от 3 до 6 пестичных цветков, внутренние цветки обоеполые. Рыльца с реснитчатыми лопастями. 
Плод — сухая семянка, около 1,5 мм длиной, продолговато-конической формы и бурого цвета.
Типовой экземпляр с Байкала.

## Распространение и местообитания
Вид распространён в Сибири, на территории Горного Алтая, Тувы, в Красноярском и Забайкальском  крае, в Иркутской области и в Бурятии. Вне Сибири произрастает в Монголии и в Китае, на территории провинций Хэйлунцзян, Хэбэй, Ганьсу, Шаньси, Шэньси, Цинхай и трёх автономных районов: Нинся-Хуэйского, Синьцзян-Уйгурского и во Внутренней Монголии.
Встречается на солонцах и в солончаках.

## Таксономия
Artemisia anethifolia Weber ex Stechm. Dissertatio inauguralis botanico medica de Artemisiis. 29. 1775.

### Синонимы
- Absinthium divaricatum Fisch. ex Besser
- Artemisia multicaulis Ledeb.